# 波莫瑞地區亞布沃諾沃

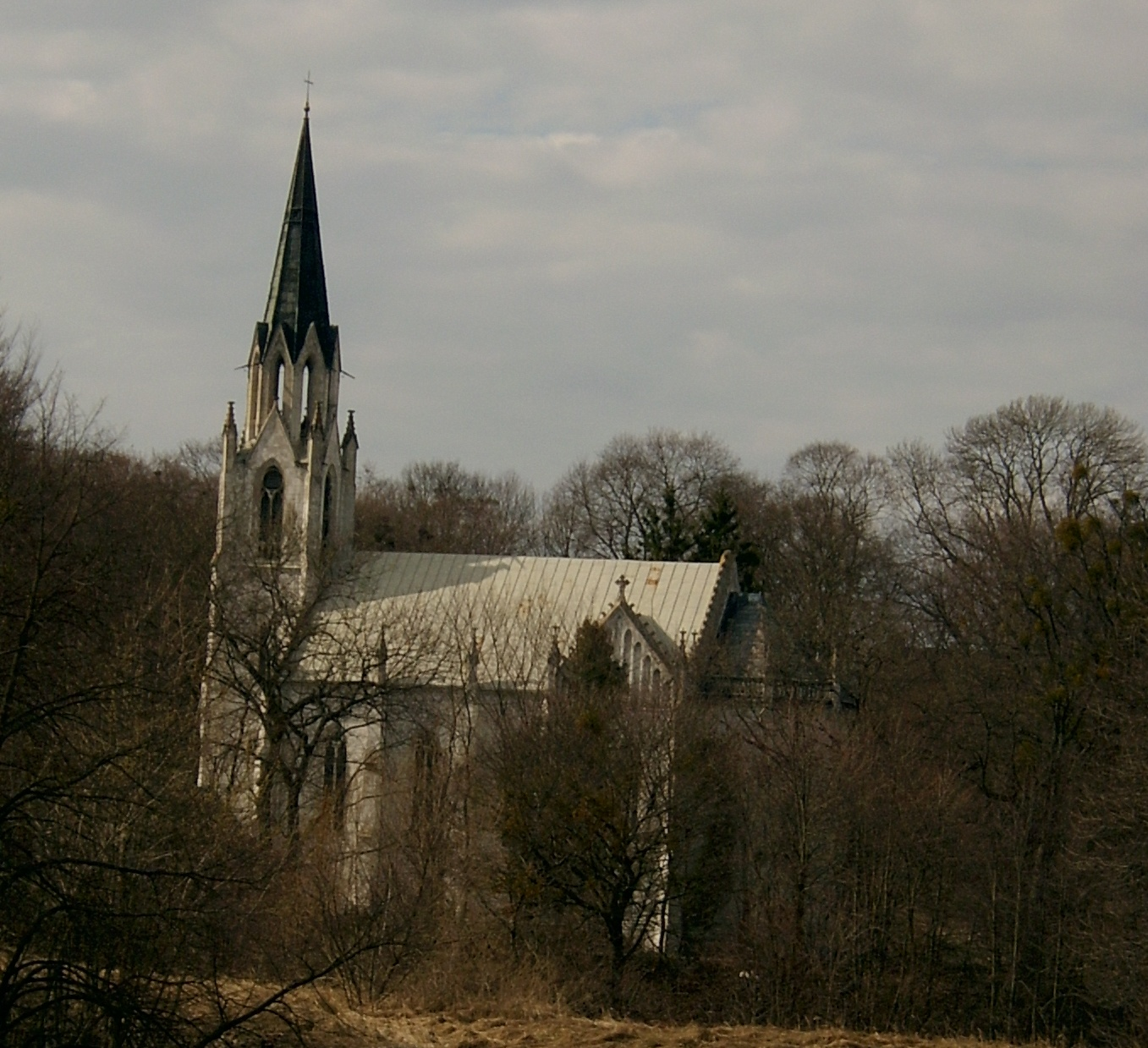

波莫瑞地區亞布沃諾沃是波蘭的城鎮，位於該國北部，距離首府托倫55公里，由庫亞維-波美拉尼亞省負責管轄，面積3.35平方公里，海拔高度80米，2010年人口3,686。

## 外部連結
- Town website （波兰語）

53°24′N 19°09′E / 53.400°N 19.150°E